# Площа Дізенґоф
Площа Ціни Дізенґоф івр. כִּכָּר צִינָה דִיזֶנְגוֹף, Кікар Цина Дізенґоф) — площа в Тель-Авіві, на розі вулиць Дізенґоф, Рейнес та Пінскер. Одна з головних площ міста, вона була побудована в 1934 році і урочисто відкрита в 1938 році.

## Назва
Площа Дізенґоф названа на честь Ціни, дружини першого мера Тель-Авіва Меїра Дізенґофа. Її початковий проект 1930-х років отримав назву «Тель-Авівська Етуаль» через форму площі — кругове перехрестя на перетині шести вулиць.

## Історія

### Ранні роки

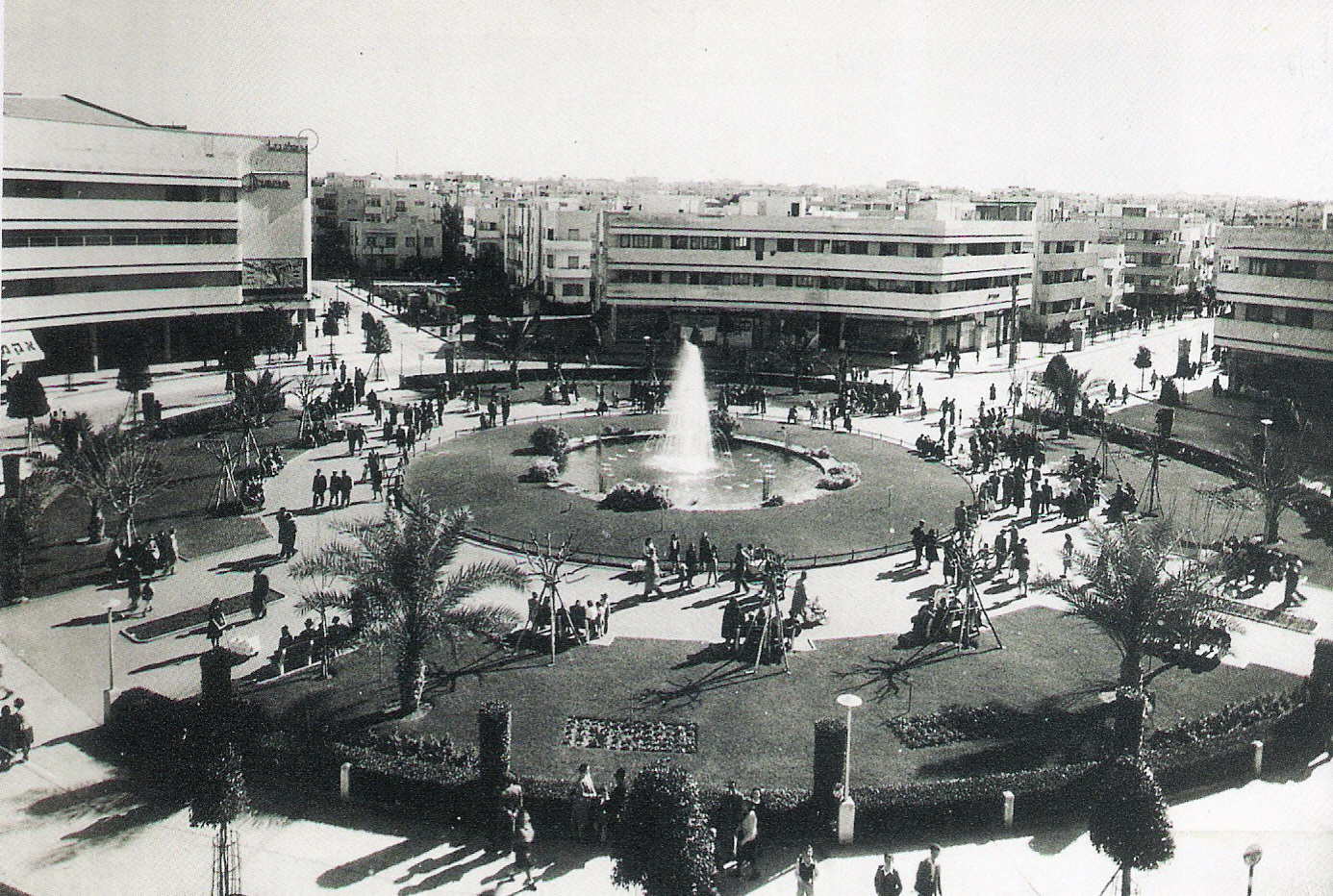
Площа Дізенґоф, сфотографована між 1940 та 1946 роками

У 1934 році Женя Авербух виграла конкурс на проектування муніципальної площі. Площа є круглою і з моменту свого заснування є центром Тель-Авіва, однією з причин цього є її розташування в самому центрі Тель-Авіва.

### 1970-ті роки: перепланування
У 1978 році було запроваджено дворівневу конфігурацію за проектом архітектора Цві Ліссара з бюро Lissar Architects and City Planners. Площу було піднято, щоб зменшити затори у цьому районі. Площа була перебудована за зовсім іншим проектом: над вулицями Дізенґоф, Пінскер і Рейнес з'явилася піднесена пішохідна зона, яка з'єднана пандусами з прилеглими тротуарами та пішохідними зонами вулиць Бен Амі і Заменґоф, а для руху транспорту використовується нижній рівень.

### 1980-ті роки: Центр Дізенґоф і фонтан
Площа розташована за 300 метрів від Центру Дізенґоф, будівництво якого розпочалося у 1972 році і було завершене лише у 1983 році. Фонтан зі скляною статуєю Аллена Девіда був встановлений посеред площі під час її перепланування у 1970-х роках, а у 1986 році його замінили на фонтан кінетичної скульптури Якова Аґама, який тепер є визначною пам'яткою. Фонтан «Вогонь і вода» був розташований у центрі надземної другої площі і буде встановлений на третій площі на рівні вулиці після завершення основних робіт; для фонтану буде збудована підземна інфраструктурна палата.

### 2010-ті роки: реставрація
У 2012 році фонтан відреставрували, пофарбували та відремонтували. Крім того, лавки перефарбували у синій колір.

### 2016–2018: редизайн
У 2016 році муніципалітет Тель-Авіва вирішив повернути площу до її первісного вигляду і перемістити її назад на рівень вулиці, що викликало громадські суперечки.
Роботи зі знесення надземної площі розпочалися 8 січня 2017 року, а 18 січня була відкрита наземна дорога, схожа за плануванням на підземний перехід під надземною площею. Тоді ж розпочалися роботи з мощення тротуару плиткою та прокладання постійної кільцевої дороги. Кільцева дорога, яка підтримує напрямки руху на другій площі, була відкрита — хоча і в незавершеному стані — 30 жовтня, при цьому дорога у вигляді розв'язки була закрита і знесена днем пізніше, щоб дозволити розпочати роботи над ядром третьої площі.
2 червня 2018 року всі дорожні роботи на кільцевій дорозі Третьої площі були завершені: відкрили її закриту ділянку від вул. Рейнеке до вул. Дізенґофа, а пішохідні переходи наблизили до ядра площі.
Фонтан «Вогонь і вода», твір Якова Аґама, що представляє кінетичне мистецтво та поп-арт, повернувся у 2019 році, але пам'ятник був позбавлений барвистих, художніх деталей і технологічного механізму. Це є прикладом руйнування твору мистецтва.

## Галерея
|                                                      |
| Фотографія з колишнім дворівневим плануванням (2010) |

|                                                                      |
| На площі — фонтан «Вогонь і вода», за ним — кінотеатр «Естер» (2012) |

|                                        |
| Фонтан «Вогонь і вода» на площі (2016) |

|                                   |
| Площа Дізенґоф у червні 2018 року |